# Jakobikirche (Rotenburg an der Fulda)

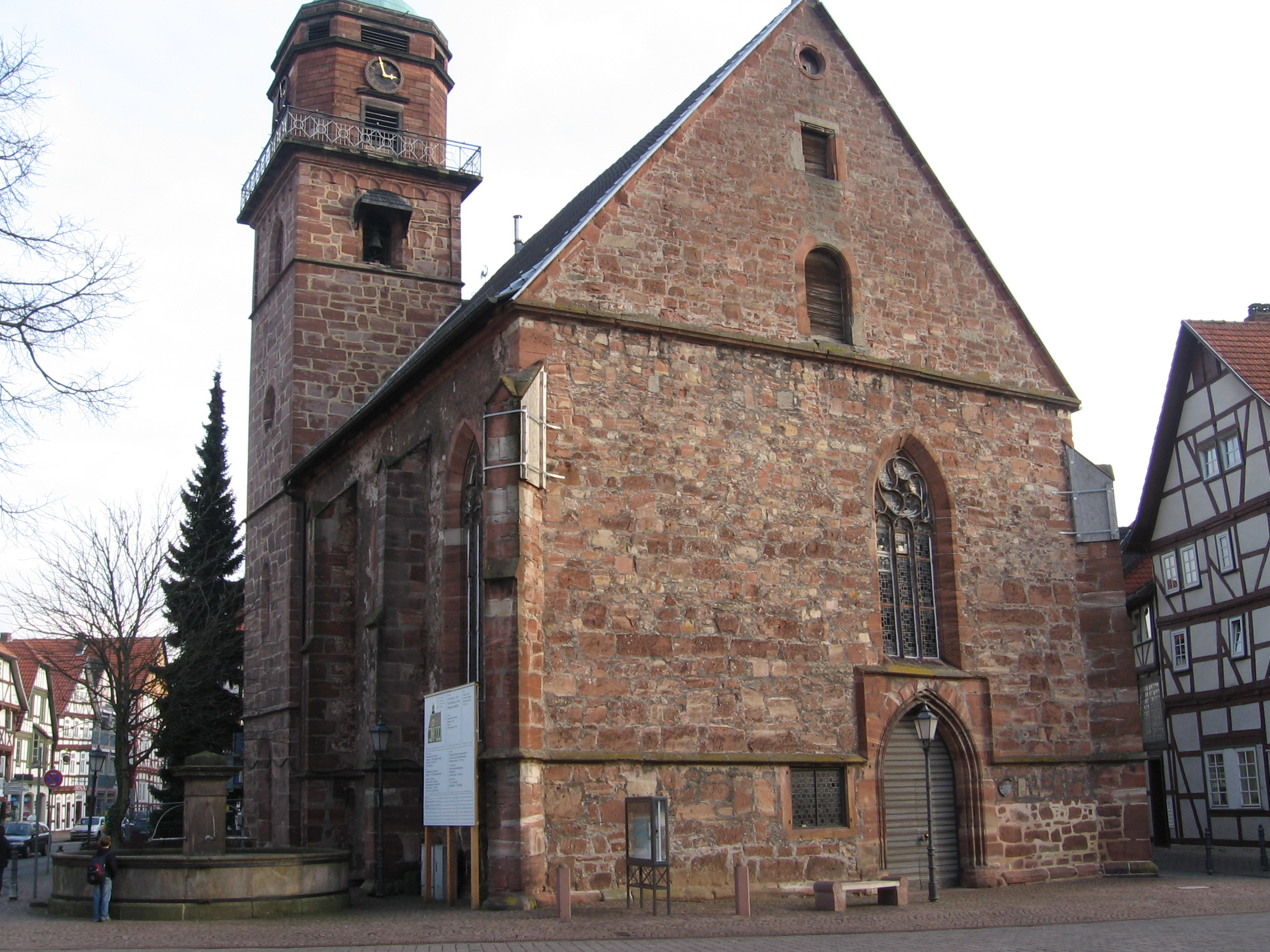
Die Pfarrkirche St. Jakobi

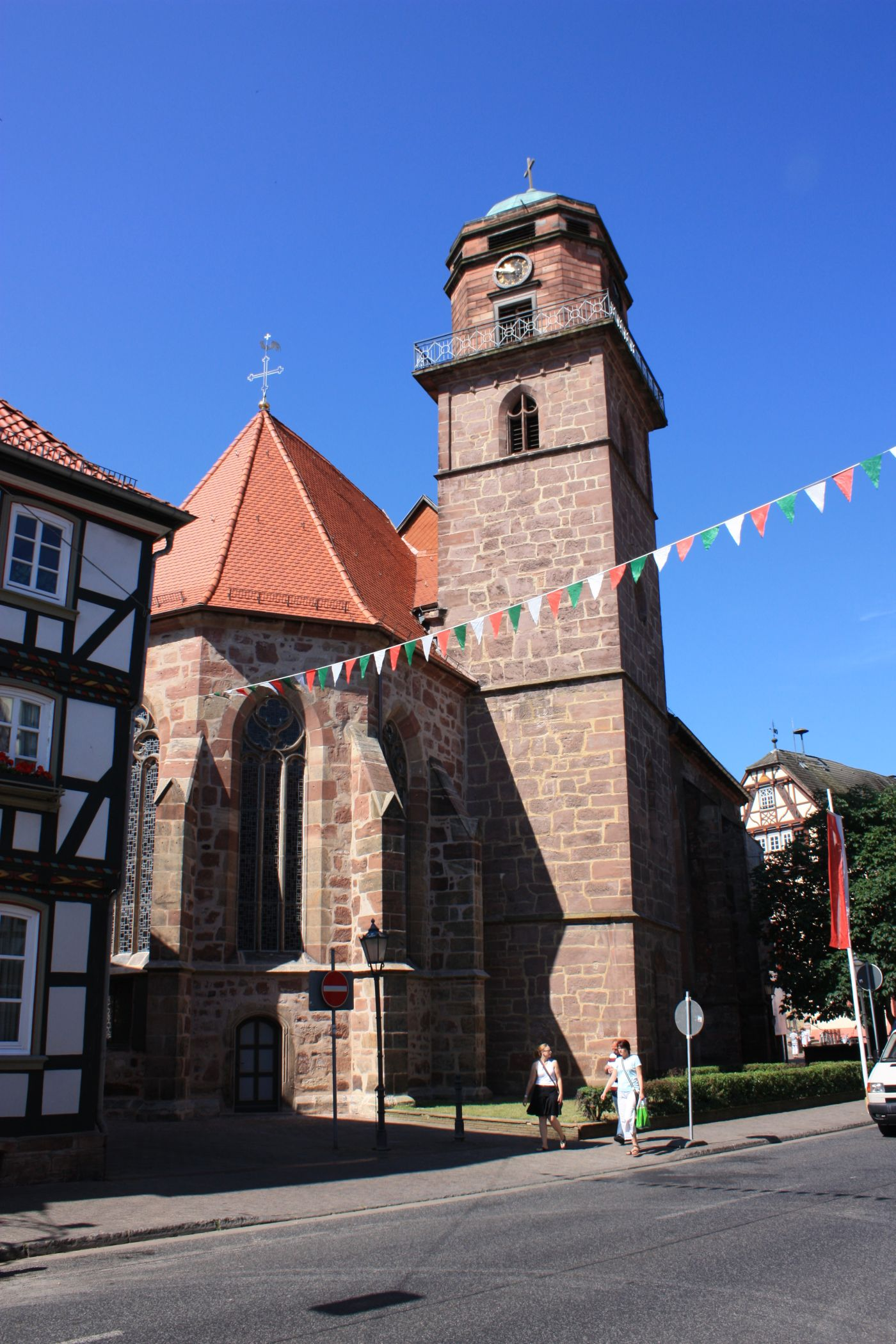
Die Chorseite der Pfarrkirche St. Jakobi

Die Jakobikirche  ist eine spätgotische zweischiffige Hallenkirche in Rotenburg an der Fulda.

## Baugeschichte
Die Pfarrkirche St. Jakobi in der Altstadt steht auf den Fundamenten einer kleineren Vorgängerkirche. Sie war schon auf dem ersten Stadtsiegel von 1248 zu erkennen. Einzelne Fundamente davon sind bis heute erhalten.
Nach dem großen Stadtbrand von 1478 wurde die Kirche neu erbaut. Die erste Nachricht über diese Kirche stammt von 1495, als die Weihe stattfand. Zu dieser Zeit waren vermutlich das älteste Bauteil, die Sakristei (die südlich am Chor lehnt), und der eingewölbte Chor fertig. Der Chor hat zwei Joche mit Kreuzgewölben und endet mit einer polygonalen Apsis mit 5/8-Schluss.
Danach wurde die neue Kirchenhalle westlich vor den Chor angesetzt. Die Halle wurde nicht symmetrisch an den Chor angebaut. Die südliche Hallenwand ragt nur etwa einen Meter aus der Flucht der südlichen Chorwand heraus, während die nördliche Hallenwand etwa vier Meter aus der Flucht der nördlichen Chorwand herausragt. Die außen liegenden Strebepfeiler und einige Konsolansätze in der Kirche, weisen darauf hin, dass man auch die Kirchenhalle einwölben wollte. Ob dies geschah ist nicht mehr nachweisbar, die flache Holzdecke war jedenfalls im Jahre 1595 fertig.
Den Kirchturm baute man an die nördliche Kirchenseite, zwischen dem Chor und der hier weit hervorragenden östlichen Hallenwand. Der Bau soll um 1500 begonnen worden sein und endete 1548, als man dem Turm ein viertes Fachwerkstockwerk aufsetzte. So ist der Turm auch in der Topographia Hassiae von Matthäus Merian aus dem Jahr 1655 abgebildet. Diesen Fachwerkaufbau riss man im Jahre 1788 ab und setzte dem Turm 1819 seinen klassizistischen Turmabschluss auf. So ist der Turm heute zu sehen.
Bei den Maßwerken aller elf Fenster in der Kirche, dominiert das Ornament der Fischblase, in unterschiedlichen Erscheinungsformen.
Am Westportal sind noch eingravierte alte Maße (Klafter, Mesgert), wobei Mesgert aber kein Maß ist, sondern „Maßstab“ bedeutet und auf das „Klafter“ als amtl. Maß hinweist. An den Strebepfeilern der Südwand befinden sich alte Steinmetzzeichen.

## Innenraum
Der Innenraum ist geprägt durch die zahlreichen Einbauten, die eingeschossige Empore im Seitenschiff, die zweigeschossige Empore im Westen des Langhauses und die Chorempore im Osten mit der Orgel aus dem Jahr 1556. Es war eine Orgel mit 15 Stimmen, die im Dreißigjährigen Krieg stark beschädigt wurde. Daher wurde sie im Jahr 1682 von Jost Friedrich Schäffer aus Langensalza neu errichtet. Im Jahre 1962 wurde die Orgel durch Dieter Noeske auf 25 Register erweitert. Das Schleifladen-Instrument hat heute 32 Register auf drei Manualwerken und Pedal. Die Spiel- und Registertrakturen sind mechanisch.
| I Hauptwerk C–f3 |     |
| Bordun           | 16′ |
| Principal        | 8′  |
| Hohlflöte        | 8′  |
| Praestant        | 4′  |
| Blockflöte       | 4′  |
| Octave           | 2′  |
| Waldflöte        | 2′  |
| Cornett III      |     |
| Mixtur IV–V      |     |
| Trompete         | 8′  |

| II Brustwerk C–f3 |       |
| Gedackt           | 8′    |
| Gambe             | 8′    |
| Prinzipal         | 4′    |
| Rohrflöte         | 4′    |
| Octave            | 2′    |
| Quinte            | 1 ⁄3′ |
| Sesquialtera II   |       |
| Scharff III–IV    |       |
| Dulzian           | 8′    |

| III Echowerk C–f3 |        |
| Bordun            | 8′     |
| Flauto travers    | 4′     |
| Quinte            | 2 ⁄3′  |
| Flageolet         | 2′     |
| Terz              | 1 3⁄5′ |

| Pedalwerk C–f1 |        |
| Subbass        | 16′    |
| Prinzipalbass  | 8′     |
| Gemshorn       | 8′     |
| Quinte         | 5 1⁄3′ |
| Octavbass      | 4′     |
| Posaune        | 16′    |
| Trompete       | 8′     |
| Trompete       | 2′     |

- Koppeln: II/I, III/II, I/P, II/P

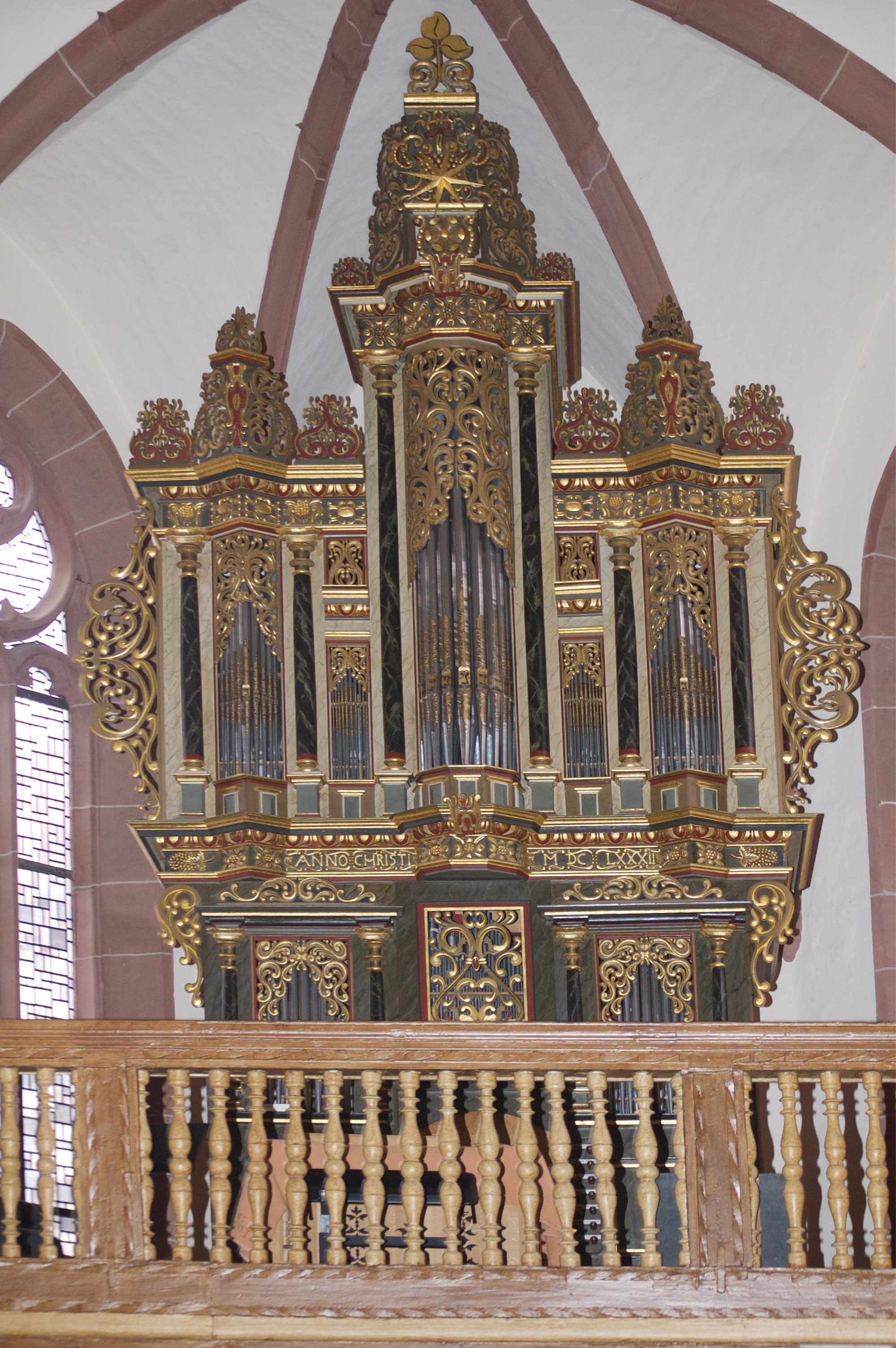
Die Orgel der Jakobikirche in Rotenburg an der Fulda

Der von sechs korinthischen Säulen getragene Altar wurde 1581 für die Kapelle des Rotenburger Schlosses aus Alabaster erbaut. Erbauer war der Hofbildhauer Wilhelm Vernuken, der dafür den Auftrag von Landgraf Wilhelm IV. erhielt. Als die Schlosskapelle 1790 abgerissen wurde, kam der Altar in die Kirche. Die im Renaissancestil (zum Teil schon mit barocken Anklängen) gehaltene Kanzel kam 1663, als Stiftung des fürstlich hessisch-rheinfelsischen Oberrentmeisters Michael Dölle, in die Kirche.
Im Turm der Jakobikirche läuten fünf Glocken, deren älteste aus dem Jahr 1482 stammt.

## Pastoren
Der Theologe Wilhelm Vilmar (* 4. Juni 1804 im Pfarrhaus in Solz; † 7. Dezember 1884 in Melsungen), ein Bruder des konservativen lutherischen Theologen August Vilmar und mit diesem einer der Anführer der sogenannten Renitenten in Hessen, war in den Jahren 1830 bis 1850 Pastor an der Jakobikirche.